# Jekatierina Palcewa
Jekatierina Andriejewna Palcewa (ros. Екатерина Андреевна Пальцева; ur. 17 kwietnia 1997 r.) – rosyjska bokserka, mistrzyni świata i Europy.

## Kariera
W latach 2001–2010 trenowała kick-boxing, przenosząc się później na boks.
W 2018 roku została mistrzynią Europy w Sofii w kategorii do 48 kg, pokonując na punkty w finale ówczesną mistrzynię Europy Bułgarkę Sewdę Asenową. Następnego roku zdobyła złoty medal mistrzostw świata w Ułan Ude, wygrywając w decydującym pojedynku z Indyjką Manju Rani.